# SÍF Sandavágur
A SÍF Sandavágur (teljes nevén Sandavágs Ítróttarfelag) egy sportklub Feröeren. Felnőtt férfi labdarúgócsapata jelenleg nincsen.

## Történelem
Eredetileg 1993. december 18-án alakult meg az FS Vágar a SÍF Sandavágur és az MB Miðvágur egyesülésével, amelyhez 1998-ban az SÍ Sørvágur is csatlakozott. A csapat 1995 és 2003 között az első osztályban játszott. Ez az együttműködés azonban 2004 őszére megromlott, így a csapatok újra különváltak.
A csapat utoljára a Feröeri labdarúgó-bajnokság negyedosztályában játszott, 2006-ban.

## Eredmények
Összesen háromszor szerepelt az első osztályban (1989, 1990, 1992). Legjobb helyezés: 8. hely (1989).

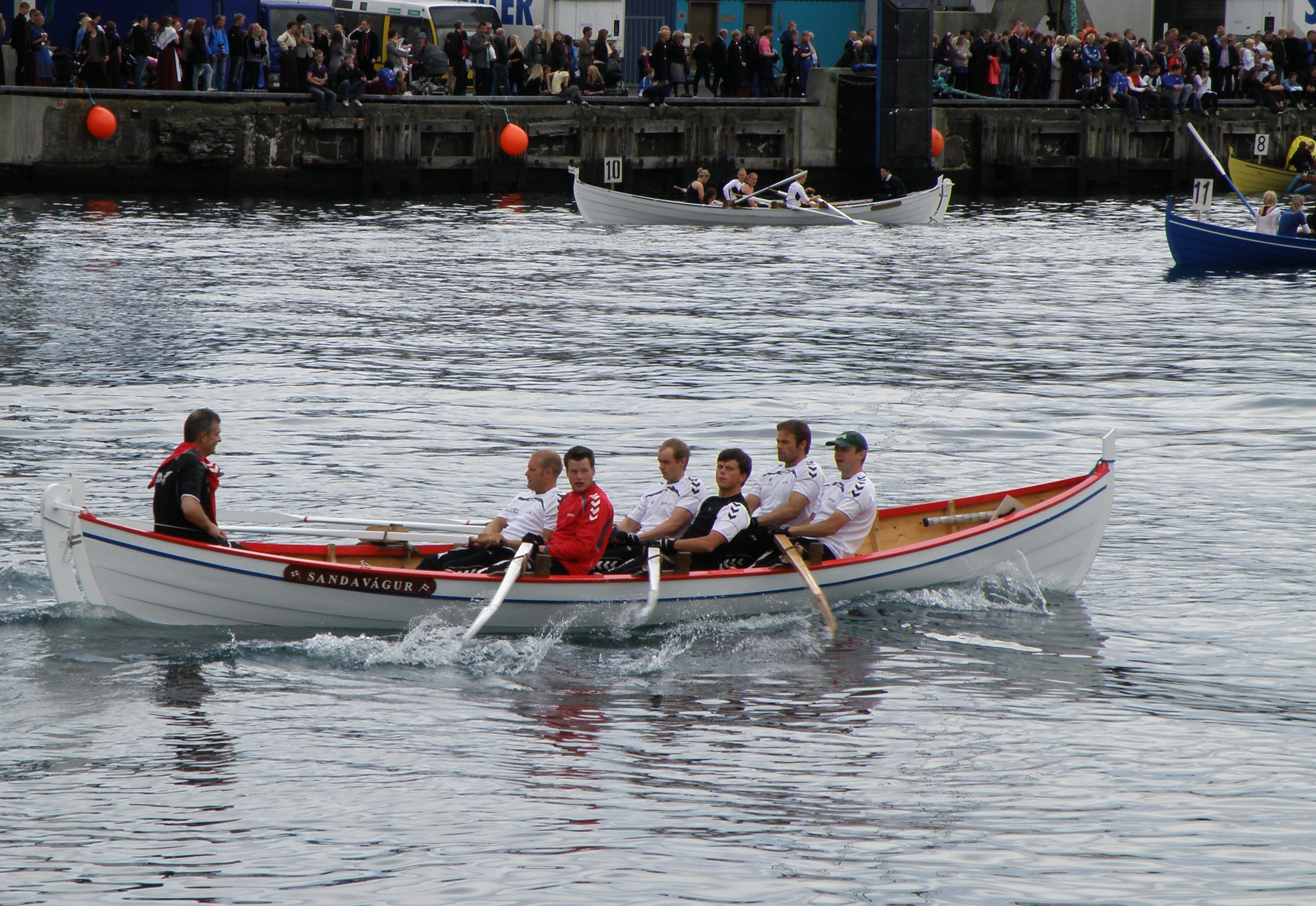
A SÍF feröeri csónakja az Ólavsøka alkalmából rendezett versenyen